# Villembits
Villembits é uma comuna francesa na região administrativa de Occitânia, no departamento dos Altos Pirenéus. Estende-se por uma área de 5,25 km². Em 2010 a comuna tinha 116 habitantes (densidade: 22,1 hab./km²).